# Дижон, Александр Элизабет Мишель
Александр Элизабет Мишель Дижон (фр. Alexandre Elisabeth Michel Digeon; 1771—1826) — французский военный деятель, дивизионный генерал (1813 год), барон (1808 год), виконт (1818 год), участник революционных и наполеоновских войн. Имя генерала выбито на Триумфальной арке в Париже.

## Биография
Родился в семье генерального откупщика короля и содиректора Мануфактуры расписных холстов в Мелёне Жака-Мари Дижона (фр. Jacques-Marie Digeon; 1740—1794) и его супруги Элизабеты Лежандр (фр. Elisabeth-Henriette Legendre; 1750—1785). 13 июля 1789 года в возрасте 18 лет присоединился к Национальной гвардии Парижа. 22 января 1792 года определён с чином младшего лейтенанта в 104-й пехотный полк. 10 марта 1792 года переведён в 9-й конно-егерский полк. Участвовал в кампаниях 1792-95 годов в рядах Центральной и Мозельской армий. 6 марта 1793 года получил звание капитан и был зачислен в 19-й драгунский полк. 9 марта 1793 года Дижон был назначен адъютантом бригадного генерала Жилибера де Мерльяка, а после ареста последнего оставался с 15 ноября 1793 года без служебного назначения. С 4 декабря 1793 года по приказу народных представителей Фора и Пелиже занимался инспекцией портов и побережье Бреста и Лорьяна. 30 декабря 1793 года возвратился к строевой службе в 19-м драгунском полку. В 1795 году переведён с полком в Рейнско-Мозельскую армию. 18 сентября 1796 года тяжело ранен штыковым ударом в правую руку и захвачен в плен при Келе. 3 марта 1797 года получил свободу и присоединился к своему полку в Рейнской армии. В 1798 году переведён в Итальянскую армию. 13 февраля 1799 года произведён в командиры эскадрона, и продолжил службу в 19-м драгунском в составе Армии Неаполя. 17 июня 1799 года, в первый день сражения  при Треббии, руководил атаками полка. 19 июня назначен генералом Рюска временным командиром 19-го полка, но уже 20 июня тяжело ранен шрапнелью в правую ногу, потерял убитым коня и был захвачен в плен русскими. 26 августа 1800 года возвратился во Францию и в 1801 году служил на кораблях эскадры адмирала Декреса в Рошфоре.
28 февраля 1802 года был утверждён в звании полковника с назначением командиром 26-го конно-егерского полка и с 1803 года служил в гарнизоне Льежа. В Австрийской кампании 1805 года служил с полком в составе бригады лёгкой кавалерии генерала Маргарона 4-го корпуса маршала Сульта Великой Армии. Отличился при Аустерлице, где захватил два вражеских знамени и получил тяжёлое ранение пулей, перебившей левую ключицу. В ноябре 1806 года определён с полком в состав дивизии генерала Мишо 8-го армейского корпуса маршала Мортье в Шведской Померании. 18 января 1807 года ранен картечью в правое плечо при штурме Штральзунда.
31 марта 1807 года произведён в бригадные генералы, и назначен командиром 3-й бригады (20-й и 26-й драгунские полки) 1-й драгунской дивизии генерала Клейна резервной кавалерии маршала Мюрата. Сражался 10 июня 1807 года при Гейльсберге и 14 июня 1807 года при Фридланде. 17 марта 1808 года получил дотацию в 4000 франков ежегодной ренты с Вестфалии. 7 сентября 1808 года возглавил бригаду лёгкой кавалерии 4-го корпуса Армии Испании. Отличился в сражении 23 ноября 1808 года при Туделе. 12 июля 1809 года определён в состав 3-й драгунской дивизии генерала Мийо. 7 ноября 1809 года возглавил кавалерийскую бригаду 1-й резервной дивизии генерала Луазона. 27 января 1810 года назначен командиром 1-й бригады 4-й драгунской дивизии генерала Лебрена де Ля Уссе, прикомндированной к 4-му армейскому корпусу. С 4 октября 1810 года выполнял функции губернатора провинции Кордова. С 14 марта 1811 года – губернатором провинции Хаэн. Генерал Дижон сумел посредством мудрого управления завоевать доверие жителей, которые были раздражены и доведены до нищеты разрушительными последствиями войны. За целых шесть месяцев от голодной смерти было спасено более 7000 человек. 7 февраля 1812 года стал командиром 1-й бригады 2-й кавалерийской дивизии генерала Латур-Мобура в Южной армии в Андалусии. В марте 1812 года временно командовал всей 2-й дивизией. С 10 октября 1812 года временно командовал 1-й драгунской дивизии Южной армии.
Поведение Дижона во время опасного отступления из Андалусии принесло ему 3 марта 1813 года звание дивизионного генерала и 7 апреля 1813 года стал командиром 2-й драгунской дивизии Армии Испании. 21 июня 1813 года получил четыре сабельных раны (глубоко рассечена правая щека) в сражении при Витории. 13 июля возвратился во Францию, но уже 2 ноября того же года возглавил 1-ю пехотную дивизию и всю кавалерию объединённых Арагонской и Каталонской армий маршала Сюше. 24 января 1814 года отозван во Францию и 24 февраля возглавил кавалерию Лионской армии маршала Ожеро. 20 марта, когда австрийцы продвинулись к предместью Сен-Жюст у Лиона, генерал Дижон энергично контратаковал австрийцев, захватил батарею, разбил полк Гиллера и взял почти 400 пленных.
При первой Реставрации назначен 1 июня 1814 года генеральным инспектором кавалерии Лон-ле-Сонье, Доле и Вьенны. С 30 декабря 1814 года состоял генеральным инспектором кавалерии 18-го и 21-го военных округов со штаб-квартирой в Невере. 8 марта 1815 года возглавил кавалерийскую дивизию в составе Армии Гара маршала Макдональда. 19 марта 1815 года был назначен начальником штаба графа д'Артуа. Во время «Ста дней» освобождён 5 апреля 1815 года от обязанностей генерального инспектора кавалерии. 8 мая 1815 года получил назначение возглавить 10-ю кавалерийскую дивизию Альпийской армии, но отказался принять пост вследствие «плохого состояния здоровья» и 29 мая 1815 года вышел в отставку. После Реставрации исполнял с 13 сентября 1815 года обязанности командующего 2-й дивизии лёгкой кавалерии Королевской гвардии. 2 июня 1817 года стал почётным адъютантом графа д'Артуа. 5 марта 1819 года получил титул пэра Франции. 15 ноября 1820 года стал президентом Комиссии по пересмотру административных правил. С 23 марта 1823 года замещал маршала Виктора на посту военного министра. 14 апреля 1823 года получил должность государственного министра и стал членом Тайного совета. 17 апреля 1824 года назначен командиром корпуса в составе французской оккупационной армии в Испании. 26 сентября 1824 года стал почётным адъютантом короля Карла X, 4 ноября 1824 года – титулярным адъютантом короля. 14 января 1825 года возвратился к обязанностям командующего 2-й дивизии лёгкой кавалерии Королевской гвардии. Умер 2 августа 1826 года в замке Ронке в возрасте 55 лет.

## Воинские звания
- Младший лейтенант (22 января 1792 года);
- Капитан (6 марта 1793 года);
- Командир эскадрона (13 февраля 1799 года);
- Полковник (17 июня 1799 года года, утверждён 28 февраля 1802 года);
- Бригадный генерал (31 марта 1807 года);
- Дивизионный генерал (3 марта 1813 года).

## Титулы
- Барон Дижон и Империи (фр. baron Digeon et de l'Empire; декрет от 19 марта 1808 года, патент подтверждён 23 мая 1808 года в Байонне)[2][3];
- Виконт Дижон (фр. vicomte Digeon; декрет от 1 марта 1816 года, патент подтверждён 14 мая 1818 года в Париже)[4].

## Награды
Легионер ордена Почётного легиона (11 декабря 1803 года)
 Офицер ордена Почётного легиона (14 июня 1804 года)
 Коммандан ордена Почётного легиона (25 декабря 1805 года)
 Командор ордена Железной короны (25 ноября 1813 года)
 Кавалер Военного ордена Святого Людовика (27 июня 1814 года)
 Великий офицер ордена Почётного легиона (24 апреля 1817 года)
 Командор ордена Почётного легиона (24 августа 1820 года)
 Знак Большого крест ордена Почётного легиона (1 мая 1821 года)
 Большой крест испанского ордена Святого Фердинанда (17 апреля 1824 года)
 Большой крест испанского ордена Карлоса III (17 апреля 1824 года)